# Holoplatys bicoloroides
Holoplatys bicoloroides is een spinnensoort uit de familie springspinnen (Salticidae). De soort komt voor in West-Australië.